# Synodontis eupterus
Synodontis eupterus là một loài cá da trơn thuộc chi Synodontis. Loài này được tìm thấy ở các lưu vực sông White Nile, Volta, Niger và Chad. Còn được gọi đơn giản là cá da trơn vây lông chim(tên tiếng Anh:Featherfin catfish). Chúng được gọi là featherfin squeakers là do chúng tạo ra âm thanh để giao tiếp với những cá thể cùng loài khác và phần vây lưng giống như lông vũ. Trong tự nhiên, kích thước của chúng có thể đạt đến 30 cm (11,8 in).
Liên minh bảo tồn thiên nhiên quốc tế đã đánh giá tình trạng bảo tồn hiện tại của loài cá này hiện tại là ít được quan tâm.
Chúng thích nước bể sạch sẽ và độ pH từ 7-8,5, kH từ 2–15, nhiệt độ khoảng 72 đến 80 °F. Thể tích hồ tối thiểu phải là 110 lít, tương đương với 30 gallon và phải có nhiều đá để tạo thành hang cho chúng ẩn nấp. Đôi khi, nó sẽ có những hành động giống như là loài bà con của nó là Synodontis nigriventris, bơi lộn ngược để ăn. Điều này thường xảy ra khi nó nghỉ ngơi.
Loài cá này có tuổi thọ dài, tính đến hiện tại đã có báo cáo về những cá thể có tuổi thọ lên đến 28 năm.
Chúng là loài ăn tạp nên thức ăn của chúng là tảo, bọ gậy, atermia và nhiều loại thức ăn khác. Trong bề cá, chúng nên được cho bằng ăn thức ăn chế biến sẵn để tránh dịch bệnh từ bên ngoài vào trong hồ. Nên tắt đèn sau khi cho ăn vì chúng giống như hầu hết các loài cá da trơn, đều sống về đêm.
Tính đến hiện tại, Synodontis eupterus vẫn chưa có thể phối giống tự nhiên trong môi trường nuôi nhốt. Chính vì thế ta có thể suy ra rằng các trại cá có lẽ sử dụng hormone sinh sản, và điều này không khuyến khích những người nuôi cá làm theo nếu không có kinh nghiệm.

## Tham khảo

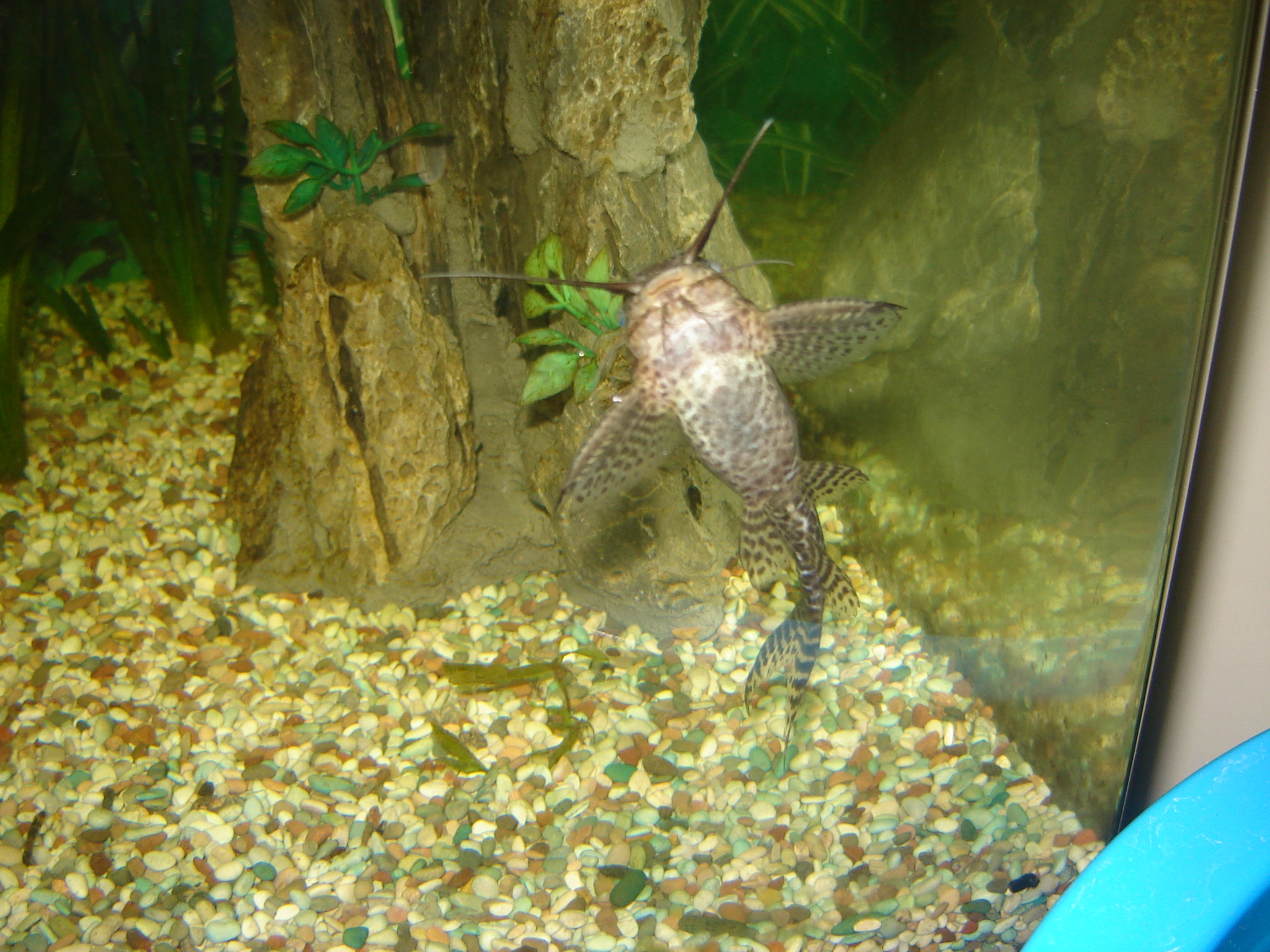
The underside of a "sqeaker".